# Liniowy przekaz energii
Liniowy współczynnik przenoszenia energii, LET (ang. linear energy transfer) – określa ilość energii promieniowania jonizującego absorbowaną na jednostkowej drodze. Zależy od typu promieniowania. LET jest bardzo wysoki dla promieniowania alfa, którego cząstki penetrują tkanki na niewielką głębokość, wchodząc w reakcje z dużą ilością cząsteczek materii. Odwrotnie, promieniowanie gamma wnikając głębiej, oddziałują z mniejszą ilością cząsteczek materii na jednostkę odległości. Kwanty promieniowania gamma deponując energię na dłuższej drodze, powodują mniej uszkodzeń przypadających na jednostkę objętości tkanki niż promieniowanie alfa, które powoduje znaczne uszkodzenia na mniejszych, powierzchniowych obszarach tkanki.